# Lovin' You For Life
Lovin' You For Life é uma canção de Faith Evans e The Notorious B.I.G. com Lil' Kim presente no álbum "The King & I". Foi lançado em 18 de Maio de 2017 e distribuído pela Rhino Entertainment Company.

## Sobre
Após o breve planejamento do álbum "The King & I" em conjunto de Faith Evans com seu falecido marido The Notorious B.I.G., Faith resolveu se desfazer das antigas rixas do passado com a rapper Lil' Kim, e a convidou para fazer parte desse projeto. 
Em entrevista a revista Vibe Magazine disse: "Lovin 'You For Life" com a Lil' Kim é muito especial, certamente os nossos fãs estavam esperando que essa colaboração acontecesse e eu sei que Biggie se orgulharia disso. Quando eu pedi pra ela fazer a música, foi durante os primeiros ensaios para a turnê da Bad Boy no Barclays. Ela disse: "claro", mas eu não tinha a música ainda. A meio da turnê, eu finalmente disse a ela que eu tinha essa música e eu sabia que era a única." 
Faith também disse a Billboard que ela pessoalmente estimulou Kim a deixar seus verdadeiros sentimentos sangrarem para trás. Apesar de suas desavenças no passado, a viúva disse:"Toda a mágoa extra saiu pela janela quando B.I.G. morreu. Eu disse a ela para expressar o que sentia por ele ... mantenha-o vivo, nós amávamos Biggie e isso está documentado - sabia que isso era o importante." 

## Faixas
- US CD Single[4]

1. "Lovin' You For Life (feat. Lil' Kim)" [Explicit] - 3:49

- US Promo Single[5]

1. "Lovin' You For Life (feat. Lil' Kim)" [Clean] - 3:49